# Boursies
Boursies é uma comuna francesa na região administrativa de Altos da França, no departamento do Norte. Estende-se por uma área de 7.62 km². Em 2010 a comuna tinha 402 habitantes (densidade: 52,8 hab./km²).